# Bageshwar (huyện)
Huyện Bageshwar là một huyện thuộc bang Uttarakhand, Ấn Độ. Thủ phủ huyện Bageshwar đóng ở Bageshwar. Huyện Bageshwar có diện tích 2310 ki lô mét vuông. Đến thời điểm năm 2001, huyện Bageshwar có dân số 249453 người.